# Монтенегро ерлајнс
Монтенегро ерлајнс (Montenegro Airlines) била је национална авио-компанија Црне Горе. Била је стационирана на аеродромима у Подгорици и Тивту. Монтенегро ерлајнс летела је искључиво ка међународним одредиштима јер су аеродроми Подгорица и Тиват удаљен само 80 km.

## Историја
Компанија је основана 24. октобра 1994. године али је први авион, Фокер 28-4000, купила 1996. Са летовима је почела 7. маја 1997. године на линији између Барија и Подгорице. Године 2000. компанија је купила први Фокер 100. а 2004. је превезла свог милионитог путника. 23. јула 2007. године, Монтенегро ерлајнс је поново иновирао флоту, потписавши уговор о набавци  2 авиона типа Ембраер 195. Први од два авиона овог типа је слетио на Подгорички аеродром 5. јуна 2008. године, док је други стигао 2009. године. 18.07.2010. Монтенегро ерлајнс је представивши и трећи нови авион реализовао прву фазу обнове црногорске авио-флоте.
Монтенегро Ерлајнс је одржавао редован саобраћај ка Цириху, Франкфурту, Диселдорфу, Риму, Паризу, Љубљани, Бечу, Београду, Москви, Лиону, Копенхагену, Лондону и Санкт Петербургу, успјешно успостављајући ваздушни мост између Црне Горе (Подгорица/Тиват) и Европе. Поред редовних, многе дестинације нашле су се на карти чартер летова Монтенегро ерлајнса: Хелсинки, Тел Авив, Братислава, Грац, Нант, Техеран, Бари, Напуљ и други. Флоту Монтенегро ерлајнса чинило је 5 модерних летјелица од којих су три типа Ембраер 195 и два типа Фокер 100.
Монтенегро ерлајнс је 25.12.2020. објавио да од викенда у потпуности обуставља саобраћај услед нерешених финансијских проблема са Владом Црне Горе.
Компанија је угашена 26. децембра 2020.
Крајем 2020. године откривено је да су бројни појединци блиски владајућој ДПС, попут Мираша Дедеића, добијали бесплатне карте или значајан попуст за летове Монтенегро ерлајнса.

### E карта
Монтенегро ерлајнс је прва авио-компанија на Балкану која је почела са издавањем електронске карте (22. фебруара 2006. на линији Цирих – Београд – Цирих).
Аутор логоа фирме је арx. Ђорђе Маркуш из Никшића.

### Нова компанија
Наслиједник „Монтенегро ерлајнса” је Ер Монтенегро, који је основала влада Црне Горе 2. марта 2021. године. У априлу 2021. објављено је да је црногорска влада дала „Ер Монтенегро”, званично име за компанију „ТоМонтенегро” (To Montenegro (2 Montenegro)) и да ће та авиокомпанија почети да користи два некадашња авиона „Монтенегро ерлајнса” Ембраер-195. Министар за економски развој Црне Горе Јаков Милатовић, боравио је 10. јуна 2021. године у посјети Републици Србији, као један од путника на првом комерцијалном лијету нове националне авио-компаније „Ер Монтенегро” на аеродром Никола Тесла у Београду.

## Редовне линије
У време затварања, Монтенегро ерлајнс је опслуживао 18 дестинација у Данској, Француској, Немачкој, Италији, Русији, Аустрији, Словенији, Србији, Швајцарској и Уједињеном Краљевству.

### Код-шер сарадње
Монтенегро ерлајнс је имао код-шер уговоре са следећим авио-компанијама:
- Air Serbia
- Etihad Airways[8]
- S7 Airlines

## Флота

### Финална флота
Флота Монтенегро ерлајнса се састојала од следећих авиона у време стечаја:
| Тип         | Укупно | Седишта | Напомене                                                                                   |
| ----------- | ------ | ------- | ------------------------------------------------------------------------------------------ |
| Ембраер 195 | 3      | 116     | Два авиона је требало да буду додата до лета 2020. Све авионе сада користи Air Montenegro. |
| Фокер 100   | 1      | 102     | Требао је да буде постепено повучен до краја 2020.                                         |

### Историјска флота
Авио-компанија је раније користила следеће авионе:
| Тип            | Укупно | Уведен | Повучен |
| -------------- | ------ | ------ | ------- |
| Boeing 737-300 | 1      | 2019   | 2019    |
| Boeing 737-500 | 1      | 2018   | 2018    |
| Embraer 190    | 1      | 2014   | 2017    |
| Fokker F-28    | 2      | 1996   | 2000    |
| Фокер 100      | 5      | 2000   | 2020    |

## Галерија
- Монтенегро ерлајнс Ембраер 195
- Монтенегро ерлајнс Фокер 100